# Velocidade angular

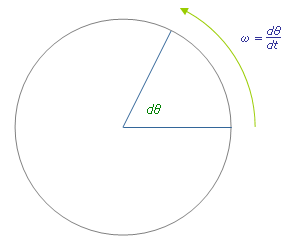
A velocidade angular descreve a velocidade de uma rotação. A direção do vector velocidade angular será ao redor do eixo de rotação neste caso, em sentido anti-horário.

A velocidade angular de uma partícula ou de um corpo rígido descreve a taxa com que a sua orientação muda. Ela é análoga à velocidade translatorial, e é definida nos termos da derivação da orientação com respeito ao tempo, assim como a velocidade translatorial é a derivação da posição em função do tempo. Costuma-se introduzir o conceito de velocidade se definindo primeiramente a velocidade média como sendo o deslocamento dividido pelo tempo. Neste ponto a analogia com a velocidade angular não é de grande utilidade pois, por exemplo, caso um corpo esteja rodando a uma velocidade angular constante de uma revolução por minuto, ao fim de um período de um minuto a 'velocidade angular média' do corpo seria de zero, pois a orientação é exatamente a mesma que a do início do período de tempo ao final de uma rotação. 
Mais precisamente, se {\displaystyle A(t)} é a transformação ortogonal linear especial que descreve a orientação, a velocidade angular é definida como {\displaystyle A(t)^{-1}{d \over dt}A(t)}. Disso segue que a velocidade angular é uma transformação skew-adjoint linear. É útil restringir a atenção a duas ou três dimensões e representar a álgebra de Lie tridimensional das transformações lineares skew-adjoint para V{\displaystyle {}_{3}}(R) por R³. O comutador, que é o produto da álgebra de Lie, é representado pelo produto vetorial em R³. O resto deste artigo possui sua discussão utilizando este estilo.

## Vector velocidade angular
A velocidade angular é um vetor com uma quantidade física que representa o processo de rotação (mudança de orientação) que ocorre em um instante de tempo. Para um corpo rígido se suplementa a velocidade translatorial do centro de massa para se descrever seu movimento completo. Ela  é comumente representada pelo símbolo ômega (Ω ou ω). A magnitude da velocidade angular é a frequência angular, representada por ω. A linha de direção da velocidade angular é dada pelo eixo de rotação, e a regra da mão direita indica a direção positiva, da seguinte forma:
Se você enrolar os dedos de sua mão direita seguindo a direção da rotação, então a direção da velocidade angular é indicada pelo seu polegar direito.
Nas unidades do SI, a velocidade angular é medida em radianos por segundo (rad/s), apesar de uma direção ter que ser especificada. As dimensões da velocidade angular são T -1, pois os radianos são adimensionais.
Para qualquer partícula de um corpo em movimento ou rotação temos:
{\displaystyle \mathbf {v} =\mathbf {v} _{t}+{\boldsymbol {\omega }}\times (\mathbf {r} -\mathbf {r} _{c})}
onde
- {\displaystyle \mathbf {v} } é a velocidade total da partícula
- {\displaystyle \mathbf {v} _{t}} é a velocidade translacional
- {\displaystyle \mathbf {r} } é a posição da partícula
- {\displaystyle \mathbf {r} _{c}} é a posição do centro do corpo.

Para descrever o movimento, o "centro" pode ser qualquer partícula ou ponto imaginário do corpo que esteja rigidamente conectado ao mesmo (o vetor de translação depende desta escolha), porém tipicamente o centro de massa é utilizado, pois esta escolha simplifica algumas fórmulas.
Quanto o produto vetorial é escrito sobre a forma de uma matriz, nós temos um matriz antissimétrica com zeros na diagonal principal e componentes positivos e negativos da velocidade angular como os outros elementos.
Com uma aceleração angular constante, a velocidade angular obedece às equações de movimento rotacional, equivalentes às equações de movimento sobre uma aceleração linear constante.
A frequência angular é também utilizada no lugar da frequência comum em situações que não envolvem rotação, especialmente na eletrônica, pois elas geram senóides e varias equações que são obtidas através de cálculos em senoides simples. (ωt ao invés de 2πft).

## O caso do movimento não circular
Se o movimento da partícula é descrito por uma função com um valor-vetor de posição r(t), com respeito a uma origem fixa, então o vetor velocidade angular é dado por:
{\displaystyle {\boldsymbol {\omega }}={\mathbf {r} \times \mathbf {v}  \over |\mathbf {r} |^{2}}\qquad \qquad (1)}
onde :{\displaystyle \mathbf {v} (t)=\mathbf {r'} (t)}
é o vetor velocidade linear. 
A equação (1) é aplicável a movimentos não circulares, tais como órbitas elípticas.

### Derivação
O vetor v pode ser representado com um par de componentes:  {\displaystyle \mathbf {v} _{\perp }} que é perpendicular a r, e  {\displaystyle \mathbf {v} _{\|}} que é paralelo a r. O movimento do componente paralelo é completamente linear e não produz nenhuma rotação da partícula (com relação à origem), então para o propósito de encontrar a velocidade angular este pode ser ignorado. I movimento da componente perpendicular é completamente circular, pois este é perpendicular ao vetor radial, como qualquer tangente em um ponto de um círculo.
A componente perpendicular possui a magnitude
{\displaystyle |\mathbf {v} _{\perp }|={|\mathbf {r} \times \mathbf {v} | \over |\mathbf {r} |}\qquad \qquad (2)}
aonde o vetor {\displaystyle \mathbf {r} \times \mathbf {v} } representa a área do paralelogramo cujos dois dos lados são os vetores r e v.  Dividindo esta área pela magnitude de r temos a altura deste paralelogramo entre  r e o lado do paralelogramo paralelo a r. Esta altura é igual componente v, que é perpendicular a r.
No caso de um movimento puramente circular, a velocidade angular é igual à velocidade linear dividida pelo raio. No caso de um movimento generalizado, a velocidade linear é substituída pela componente perpendicular a r, temos.
{\displaystyle \omega ={|\mathbf {v} _{\perp }| \over |\mathbf {r} |}\qquad \qquad (3)}
portanto, colocando as equações (2) e (3) juntas chegamos a
{\displaystyle \omega ={|\mathbf {r} \times \mathbf {v} | \over |\mathbf {r} |^{2}}=|{\boldsymbol {\omega }}|.\qquad \qquad (4)}
A equação (4) nos dá a magnitude do vetor velocidade angular. A direção deste vetor é dada por sua versão normalizada:
{\displaystyle {\hat {\boldsymbol {\omega }}}={\mathbf {r} \times \mathbf {v}  \over |\mathbf {r} \times \mathbf {v} |}.\qquad \qquad (5)}
Então o vetor velocidade angular completo é dado quando juntamos sua magnitude e sua direção:
{\displaystyle {\boldsymbol {\omega }}=\omega {\hat {\boldsymbol {\omega }}}}
que, devido às equações (4) e (5), é igual a
{\displaystyle {\boldsymbol {\omega }}={\mathbf {r} \times \mathbf {v}  \over |\mathbf {r} |^{2}},}
que foi demonstrada anteriormente.